# Ekalaka
Ekalaka város az USA Montana államában. Lakosainak száma 399 fő (2020. április 1.).

## Népesség
A település népességének változása:

| 2010 | 332 |
| 2020 | 399 |